# بريان أستون
بريان أستون (بالإنجليزية: Brian Easton) (5 مارس 1988 بغلاسكو في المملكة المتحدة - ) هو لاعب كرة قدم بريطاني في مركز الظهير. شارك مع منتخب اسكتلندا تحت 21 سنة لكرة القدم ومنتخب اسكتلندا الثانوي لكرة القدم ‏. أما مع النوادي، فقد لعب مع سانت جونستون ونادي بيرنلي وهاميلتون أكاديميكال ونادي دندي.

## وصلات خارجية
- بريان أستون على موقع الاتحاد الإسكتلندي (الإنجليزية)
- بريان أستون على موقع قاعدة بيانات كرة القدم.إي يو (الإنجليزية)
- بريان أستون على موقع Soccerbase.com (لاعب) (الإنجليزية)
- بريان أستون على موقع Soccerway.com (الإنجليزية)
- بريان أستون على موقع عالم كرة القدم.نت (الإنجليزية)
- بريان أستون على موقع AS.com (الإسبانية)